# Katharina Culav
Katharina Culav (Elmshorn, 11 de julio de 1989) es una jugadora de voleibol y voleibol de playa alemana.

## Carrera

### Carrera en voleibol de salón
Culav jugó voleibol de interior en su juventud en VG Elmshorn, donde también jugó en la liga regional. De 2008 a 2010, la atacante exterior jugó en el club de segunda división  1. VC Norderstedt. Después de eso, estuvo activa durante una temporada en WiWa Hamburg y se convirtió en campeona de la liga regional del norte. Desde 2013 juega junto con su entonces compañera de voleibol de playa Anna Behlen en el equipo de la liga nacional de MTV 48 Hildesheim, con el que ascendió a la liga de la asociación en 2014 y ahora está en la 3.ª división. Juega en la League West.

### Carrera en voleibol de playa

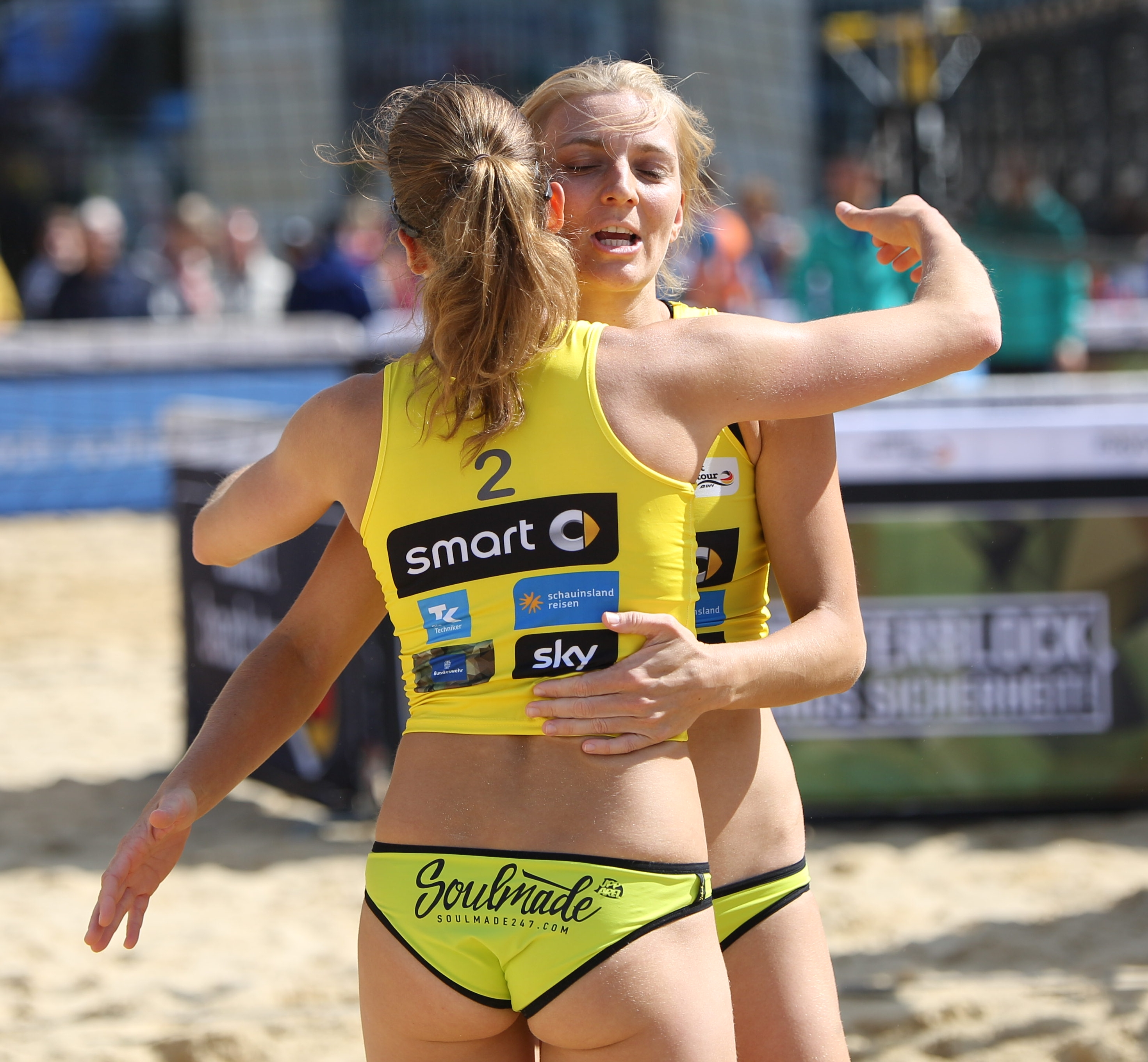
Culav celebrando con Sarah Hoppe durante el Smart Beach Tour 2017.

Culav ya estaba activa en el voleibol de playa cuando era adolescente y jugaba con Carina Maaß en varios campeonatos juveniles nacionales. De 2008 a 2010 jugó junto a Sarah Hoppe en el Smart Beach Tour y otros torneos nacionales. Con Chantal Laboureur, terminó novena en el Campeonato Mundial Sub-21 en Blackpool, Inglaterra. En los campeonatos alemanes en Timmendorfer Strand, Culav/Hoppe terminó 13.º en 2010. En 2011, Culav jugó con Katharina Schillerwein y terminó séptima en los campeonatos alemanes. En 2012, Jenny Heinemann fue su pareja, con quien terminó 13.° en el Campeonato de Alemania. Con su nueva pareja estándar, Anna Behlen, Katharina Culav volvió a ocupar el puesto 13 en el Campeonato de Alemania de 2013.
En 2014, las oriundas de Schleswig-Holstein ascendieron al noveno lugar. En el mismo año participaron por primera vez en un torneo del Circuito Mundial de Voleibol de Playa. En el torneo final del año, el Abierto de Mangaung en Sudáfrica, terminaron segundas en el grupo. Luego derrotaron a un equipo sudafricano en la primera ronda principal y a un equipo francés en los octavos de final antes de caer ante las eventuales medallistas de bronce Ukólova/Prokópieva en los cuartos de final. En la clasificación final, las dos alemanas ocuparon el quinto lugar. Después de una grave lesión en la rodilla en el primer torneo de la FIVB en 2015 en Fuzhou, China, Culav tuvo que hacer una pausa durante varias semanas. En los campeonatos alemanes, Behlen/Culav ocupó el puesto 13.
En 2016 Sandra Seyfferth fue pareja de Culav, en 2017 volvió a tocar con Sarah Hoppe.